# GloFish

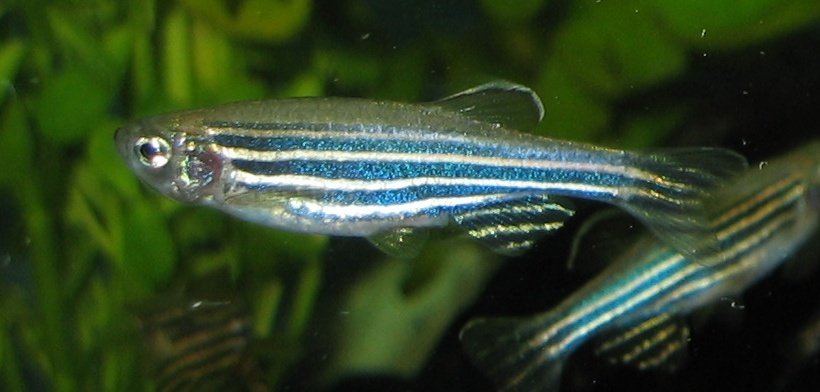
Un peix zebra ordinari

El GloFish és una marca registrada de peix zebra modificat genèticament per la introducció en el seu genoma d'una proteïna fluorescent, conferint-li llavors uns colors vermell, verd o taronja fluorescent.
Inicialment fou produït per a ajudar en el control i detecció de pol·lució, però posteriorment va trobar-se-li un ús comercial, com a peix d'aquari.
Es considera que el GloFish és la primera mascota modificada genèticament.
El prefix «Glo» fa referència al verb anglès «to glow» (brillar), i «Fish» vol dir peix.

## Situació legal i comerç
El GloFish s'introduí al mercat dels Estats Units d'Amèrica el 3 de febrer de 2002 per Yorktown Tecnologies d'Austin, Texas, després de més de dos anys de recerca sobre els efectes en el medi ambient i després de la consulta amb diversos organismes federals i estatals.
L'avaluació del risc ambiental definitiva va ser feta als EUA per la Food and Drug Administration (FDA), que té jurisdicció sobre tots els animals modificats genèticament, inclosos els peixos zebra fluorescents, perquè consideren que el gen inserit és una droga. La seva declaració oficial, realitzada el 9 de desembre de 2003, va ser la següent: 

«Atès que els peixos tropicals d'aquari no s'utilitzen amb fins alimentaris, no suposen cap amenaça per al subministrament d'aliments. No hi ha proves que l'enginyeria genètica de peixos zebra Danio pugui plantejar cap amenaça més per al medi ambient que la dels seus homòlegs no modificats que han estat àmpliament venuts als Estats Units. En absència d'un clar risc per a la salut pública, l'FDA no troba cap raó per a regular aquest tipus de peixos.»

Des de llavors, el GloFish ha continuat essent comercialitzat amb èxit als Estats Units. Fins ara no hi ha informes de riscos ecològics relacionats amb la seva venda.
Tot i l'especulació al respecte, els individus són en principi infèrtils perquè se'ls hi aplica pressió quan són en estadi d'ou. Tot i així, s'han descrit casos d'exemplars fèrtils en captivitat en certs medis.
La venda n'és prohïbida a Califòrnia, al Canadà i a la Unió Europea. Tot i així, a llocs com a Holanda, s'han detectat botigues que en venien il·legalment.